# Rana kunyuensis
Rana kunyuensis är en groddjursart som beskrevs av Lu och Li 2002. Rana kunyuensis ingår i släktet Rana och familjen egentliga grodor. IUCN kategoriserar arten globalt som otillräckligt studerad. Inga underarter finns listade i Catalogue of Life.